# 東洋観光 (バス会社)

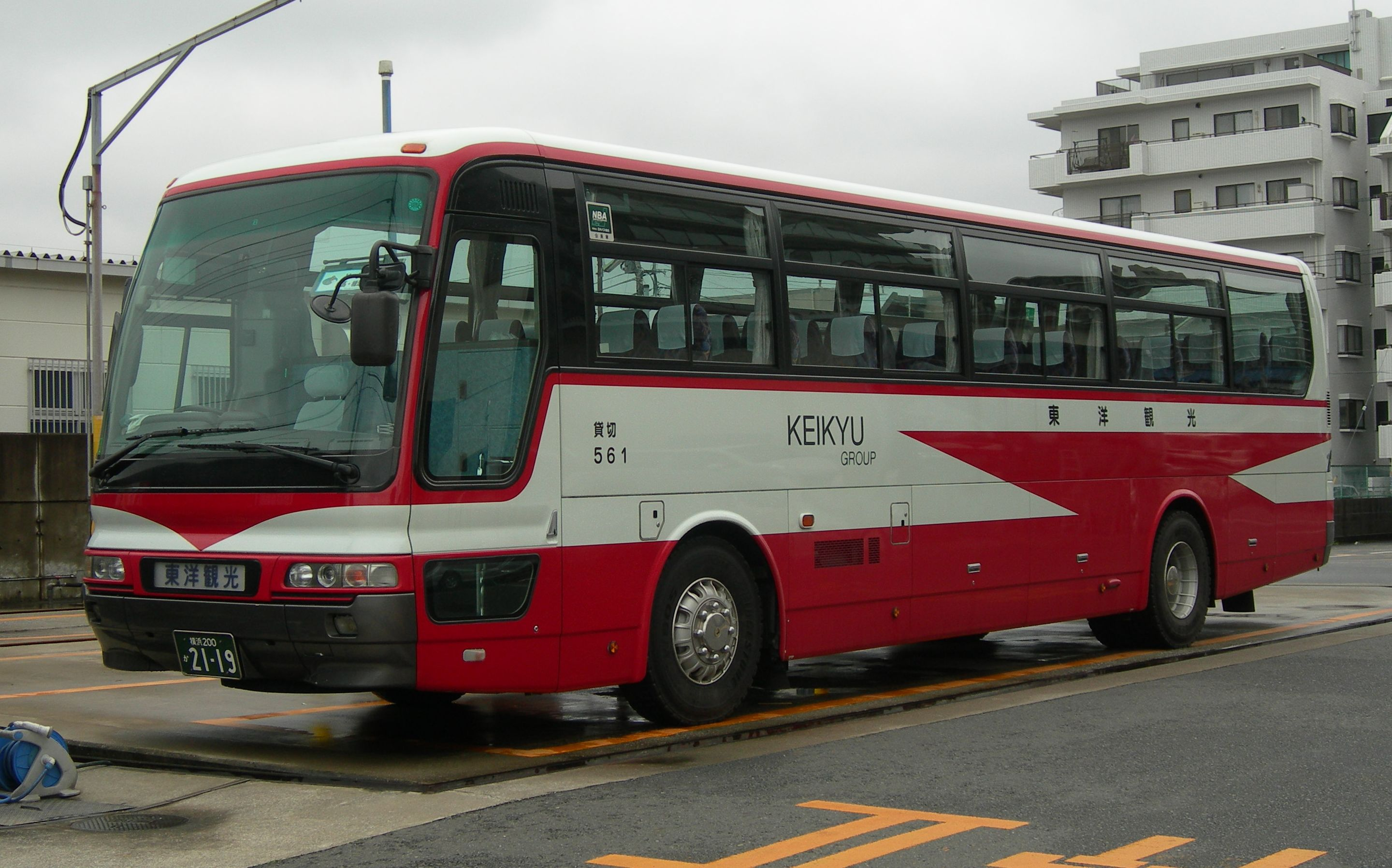
貸切車

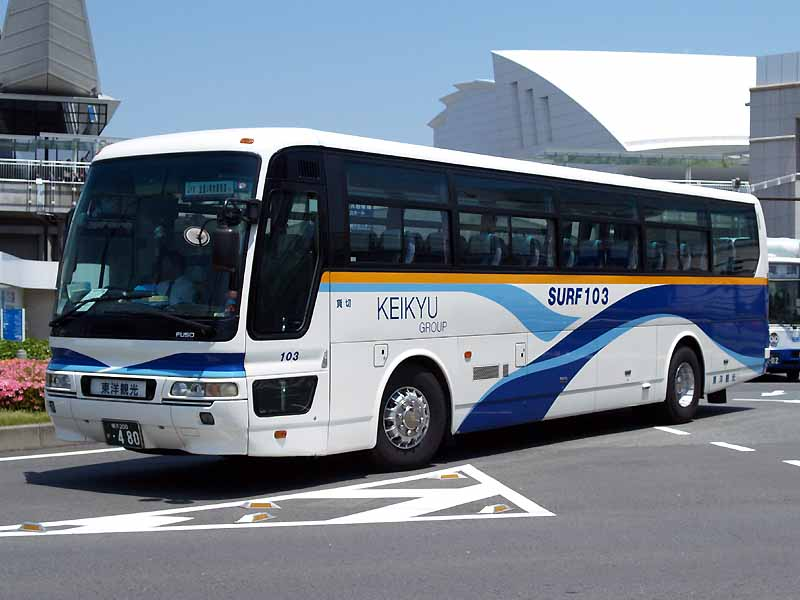
貸切車「SURF」塗装

東洋観光株式会社（とうようかんこう）は、神奈川県横須賀市に本社を置く京急グループのバス会社。貸切バス・特定バス事業、旅行業を営む。全国旅行業協会正会員。京浜急行バス100%出資の子会社であり、京浜急行バスグループに属する。
なお当社は、以下の企業とは無関係。
- 広島県の東洋観光
- 千葉県の東洋バスおよび関連会社の東洋観光
- 東京都に所在したイースタン観光

## 概要
1953年2月18日設立。横須賀タクシー経営の観光バス会社として設立された。
1955年7月30日、京浜急行電鉄（現：京浜急行バス）の関連会社となる。
2008年、京急観光バスの会社清算により事業・車両の一部を譲受。
2021年6月より、2階建てオープントップバス「KEIKYU OPEN TOP BUS」（三菱ふそう・エアロキング）の運行を開始し、ARツアーを催行した。また、一般の貸切バスとしても利用できたが、2024年4月に廃車された。

### 本社・営業所
- 本社・営業所：神奈川県横須賀市久里浜7丁目6-1[1]
- 横浜営業所：神奈川県横浜市金沢区幸浦2丁目9-18[1]

## 車両
かつては独自のカラーリングを採用していたが、京急観光バスからの車両譲受以降は、新車導入時からカラーリングを京急観光バスの塗色に合わせるようになった。
用途に応じて、大型車、中型車、小型車を保有する。大型車は三菱ふそう製。かつてはエアロキングのオープントップバス「KEIKYU OPEN TOP BUS」も保有した。
2020年東京パラリンピック選手・関係者輸送を担当した際は、京浜急行バスから羽田空港リムジンバス用の車椅子リフト装備車両を借り受けて供した。
中型車は日野・メルファ、小型車は日野・リエッセ（観光仕様トップドア車）。中型・小型車は水色基調の独自塗装を採用する。
その他に、特定輸送車を数十台保有している。
車種は、三菱ふそうエアロスター（横浜市立上菅田特別支援学校スクールバス・聖坂養護学校スクールバスなど）、日野メルファ（横浜市立北綱島特別支援学校スクールバス・横浜市立中村特別支援学校スクールバスなど）、いすゞガーラミオ（横浜市立北綱島特別支援学校スクールバスなど）、三菱ふそうエアロバス（横浜市立本郷特別支援学校スクールバスなど）、いすゞエルガ等である。
保有車両数は77台（2024年4月16日時点）。